# 不作惡
不作恶（英語：Don't be evil）为Google提出的企业座右铭及口号，有时会错误地写成“Do no evil”。

## 出处
Google员工保罗·布克海特在2000年年初的有关企业价值观会议上第一个建议采用此口号，或是2001年提出，也可能是由另一Google工程师阿米特帕特尔于1999年提出。

## 诠释
布赫海特，Gmail的创造者，曾说过：
|  | “想做的是一種，一旦推出，就很難再割捨的東西”（英語：wanted something that, once you put it in there, would be hard to take out），并曾说：“这也多少影射了許多其他公司，特别是我们的竞争对手，在那时，我们看来，他們在一定程度上是在掠奪用户。” |

当时这是Google的经营理念之一。Google 2004年的首次公开募股的招股书（又名“S-1”），（Google创始人的一封信，后来被称为“不作恶宣言”）：
|  | “不要作恶。我们坚信，作為一個為世界做好事的公司，从长远来看，我们会得到更好的回饋-即使我们放弃一些短期收益。” |

现在很多公司有“道德守则”来规范他们的行为，Google声称“不作恶”已经成为他们的身份和他们自称的核心价值观念的核心支柱之一。“不作恶”组成了Google核心价值观的第六点：
|  | “做正确的事：不作恶。在我們所做的一切中都保持正直和誠實。我们的经营做法无可非议。我们做好事来赚钱。” |

首次公开发行前，拉里·佩奇和谢尔盖·布林在Google2004年创始人至股东的公开信中解释说他们“不作恶”的文化绝不会和利益冲突，并需要客观、不带偏见看待:
Google用戶們信任我們的系統為他們做出重大決定提供的幫助：医疗、 金融和其他许多方面。據我所知，我們的提供的搜索結果是最好的，是无偏见和客观的，我們不接受為了收錄或為了更加頻繁的更新而提供的付款。我們也展示广告，會讓它與搜索結果相關並且明確將廣告標註出來。這正像經營有方的報紙，廣告被清楚的註明而文章並不受到付款的廣告商們的限制。我們認為，每個人都應該能夠得到最好的信息用於研究，而不是只看到那些付費推廣的信息。



## 批評與质疑
外界批评Google時通常会提到Google沒有確實履行“不作恶”原則。
加州大学伯克利分校法学院主任克里斯·胡夫纳格尔認為：“联系到搜索结果中的广告，與Google一開始表达的「不作恶」的座右铭不符。不过，他認為google清楚地將廣告與搜索结果分開是法律允许的，因此，Google的做法成為了现在的主流。胡夫纳格尔认为Google应该放弃座右铭，因为：
Google關於做惡的銘言不仅給Google帶來沉重的負擔，它還掩盖了Google大量的广告收益。因为我们已经忘记了当初Google不做惡聲明的前後脈絡，公司应提醒公众他們對「搜尋帶廣告」的革命性貢獻，以及他们的運作模式當中一些被忽视的收益。

（英語：
2013年6月，美国中央情报局前雇员爱德华·斯诺登向媒体披露了“棱镜计划”监听项目的秘密文档，资料显示Google参与了这一项目。其后Google虽然做出回应，称“我们没有加入任何给予美国政府亦或是任何其他政府—对我们服务器直接访问的计划”，但仍有舆论质疑其行为与“不作恶”相悖。
2018年5月，不作惡字眼於 Google 行為準則開頭段落中被移除，僅在行為準則結尾提到不作惡，當時 Google 內部正因參與 Project Maven 而發生爭議。